# Stuttgart (Schiff, 1908)
Die Stuttgart war ein Kleiner Kreuzer der Kaiserlichen Marine und das dritte Schiff der Königsberg-Klasse.

## Technik
Die Stuttgart war einer der drei Kleinen Kreuzer, dessen achterer Schornstein „detachiert“ war. Das bedeutet, dass der Abstand zwischen dem mittleren und hinteren Schornstein größer war als jener zwischen dem mittleren und dem vorderen Schornstein. Der Grund lag in der Versetzung des Unterwasser-Breitseit-Torpedoraums der Königsberg-Klasse in die Schiffsmitte zwischen den Kesselräumen des zweiten und dritten Schornsteins. Bei den vorangegangenen und folgenden Klassen der Kleinen Kreuzer befand sich der Raum für die Unterwasser abgefeuerten Torpedos – wenn vorhanden – immer im Vorschiff.

## Geschichte
Am 22. September 1906 vollzog Heinrich von Gauß, der damalige Stuttgarter Oberbürgermeister, die Taufe. Am 1. Februar 1908 wurde das Schiff in Dienst gestellt. Die Erprobungen waren zwar bereits am 9. April 1908 beendet, jedoch mangels Personals musste die Stuttgart für ein Jahr aufgelegt werden.

### Friedenseinsätze
Am 16. Februar 1909 wurde der Kleine Kreuzer Stuttgart Schulschiff für Maschinenkanonen bei der Schiffsartillerieinspektion. Er löste damit den Kleinen Kreuzer Nymphe ab. In den nächsten fünf Jahren nahm die Stuttgart - zur Reserveflotte gehörend - an sämtlichen Manövern und Paraden teil. 1913 leistete sie dem gestrandeten Großen Kreuzer Blücher Hilfe.

### Kriegseinsätze
Bei Kriegsbeginn lag der Kreuzer Stuttgart in der Kaiserlichen Werft in Danzig. Wieder einsatzbereit, kam er am 7. August 1914 zur IV. Aufklärungsgruppe, die in Wilhelmshaven lag. Das Schiff fand Einsatz im Vorposten- und Sicherungsdienst sowie bei Minenoperationen. Im Mai 1915 nahm die Stuttgart an Vorstößen in die östliche Ostsee teil. Dabei gab es einige Gefechtsberührungen mit russischen Kriegsschiffen. Nach einer Rückkehr in die Nordsee war das Schiff zwischen Oktober 1915 und Januar 1916 erneut in der Ostsee im Einsatz. Anschließend folgte eine längere Werftliegezeit in Wilhelmshaven.
In der IV. Aufklärungsgruppe (Kommodore Ludwig von Reuter) nahm die Stuttgart an der Skagerrakschlacht teil. Sie blieb dabei unversehrt. Am 15. Dezember 1916 wurde das Schiff außer Dienst gestellt, und seine Besatzung übernahm nun den neuen Kleinen Kreuzer Emden.
Von Februar bis Mai 1918 wurde die Stuttgart bei der Kaiserlichen Werft Wilhelmshaven zum Flugzeugmutterschiff umgebaut. Sie bekam drei Flugzeuge an Bord, zwei davon in Hangars und eines an Deck. Ferner wurden sechs der 10,5-cm-Geschütze ausgebaut. Stattdessen erhielt die Stuttgart zwei 8,8-cm-Flugabwehrkanonen. Ab dem 16. Mai 1918 versah sie bis Kriegsende Aufklärungsdienste in der Deutschen Bucht.

### Nachkriegszeit
Am 17. Dezember wurde die Stuttgart außer Dienst gestellt und am 5. November 1919 aus der Liste der Kriegsschiffe gestrichen. Am 20. Juli 1920 wurde das Schiff an Großbritannien ausgeliefert und dort abgewrackt.

## Kommandanten
| Februar bis April 1908             | Fregattenkapitän Georg Schur                            |
| Februar bis September 1909         | Korvettenkapitän / Fregattenkapitän Werner Max          |
| September 1909 bis September 1911  | Korvettenkapitän / Fregattenkapitän Moritz von Obernitz |
| Dezember 1910                      | Kapitänleutnant Ernst Stever (in Vertretung)            |
| September 1911 bis September 1913  | Korvettenkapitän / Fregattenkapitän Otto Rößler         |
| 1. Oktober 1913 bis 3. August 1915 | Fregattenkapitän / Kapitän zur See Friedrich Richter    |
| August 1915 bis Februar 1916       | Fregattenkapitän Lothar von Gohren                      |
| Februar bis Dezember 1916          | Korvettenkapitän / Fregattenkapitän Max Hagedorn        |
| Mai bis November 1918              | Korvettenkapitän Otto von Alvensleben                   |
| November bis Dezember 1918         | unbesetzt                                               |